# Айк Квебек
Айк Квебе́к (англ. Ike Quebec), повне ім'я Айк А́брамс Квебе́к (англ. Ike Abrams Quebec; 17 серпня 1918, Ньюарк, Нью-Джерсі — 16 січня 1963, Нью-Йорк) — американський джазовий саксофоніст (тенор) і продюсер.

## Біографія
Народився 7 липня 1930 року в Ньюарку, штат Нью-Джерсі. Починав кар'єру як танцюрист та піаніст. Почав грати на тенор-саксофоні з Barons of Rythm (1940); пізніше працював з Френкі Ньютоном, Хот-Ліпс Пейджом, Роєм Елдриджом, Траммі Янгом, Sunset Royals, Еллою Фітцджеральд, Бенні Картером, Коулменом Гокінсом. З перервами виступав з Кебом Келловей (1944—51). З 1944 по 1946 роки записувався на лейблі Blue Note; записав один з найкранніших хітів лейблу «Blue Harlem».
У 1950-х його кар'єра повільно пішла на спад через проблеми з наркотиками. Працював на Blue Note в якості A&R-менеджера та скаута талантів (саме він привів на лейбл Телоніуса Монка і Бада Павелла), та пізніше у 1959 році записав декілька платівок на лейблі. У 1960-х повернувся до музики, записавши низку чудових альбомів на Blue Note, однак його кар'єра була перервана через рак легень, від якого він помер 16 січня 1963 року у Нью-Йорку у віці 44 років.
Зазнав впливу Коулмена Гокінса і Бена Вебстера; є одним з найкращих орієнтованих на свінг тенор-саксофоністів 1940-х і 1950-х років.

## Дискографія
- Heavy Soul (Blue Note, 1961)
- It Might as Well Be Spring (Blue Note, 1961)
- Blue & Sentimental (Blue Note, 1961)
- Soul Samba (Blue Note, 1962)